# Carlos Meléndez
Carlos Meléndez (San Salvador, Salvador, 1er février 1861 - San Francisco, Californie, États-Unis, 8 octobre 1919) est un homme politique salvadorien. 
Il est président du Salvador à deux reprises, de 1913 à 1914 et de 1915 à 1918. 

## Biographie
Il est le frère de Jorge Meléndez Ramírez et le beau-frère d'Alfonso Quiñónez Molina. Carlos Meléndez a été l'initiateur de la période connue dans l'histoire du Salvador sous le nom de « dynastie » Meléndez-Quiñonez, au cours de laquelle le pouvoir est resté entre les mains des membres de cette grande famille propriétaire. 
Meléndez a été la première personne nommée à la présidence sous le gouvernement de Manuel Enrique Araujo. Après l'assassinat d'Araujo et la démission du vice-président Onofre Durán, l'Assemblée législative nomma Carlos Meléndez au poste de président par intérim, siégeant du 9 février 1913 au 29 août 1914, date à laquelle il cessa son mandat au profit du vice-président Alfonso Quiñónez Molina, pour pouvoir présenter sa candidature à l'élection présidentielle suivante sous l'étiquette du Parti national démocratique. Il y est élu au poste de président et assure son mandat du 1er mars 1915 au 21 décembre 1918, date à laquelle il a dû démissionner pour des raisons de santé. 
Au cours de son premier mandat, Meléndez a tenté de poursuivre quelques-unes des réformes de son prédécesseur, Araujo. En juin 1913, la police nationale est fondée, sous le nom de « Corps de la sécurité générale ». Un monument à la mémoire du président Araujo a également été érigé dans le cimetière général de San Salvador, et la neutralité du pays a été maintenue au début de la Première Guerre mondiale. Pendant son deuxième mandat, il a dû faire face à une catastrophe humanitaire, consécutive à l'éruption du volcan de San Salvador, le 7 juin 1917. 
En 1915, le président Meléndez s'oppose au traité Bryan-Chamorro, signé entre le Nicaragua et les États-Unis, au motif qu'il s'agissait d'une violation de la souveraineté salvadorienne : Il dénonce le fait que le Nicaragua cède les territoires du golfe de Fonseca sans consulter le Salvador et le Honduras. Il revendique également des droits sur les côtes, les eaux et les îles du golfe. Cela conduit son gouvernement à former un recours devant la Cour de justice centraméricaine, qui s'est prononcée en sa faveur le 9 mars 1917, déclarant que le Nicaragua devrait s'abstenir de se conformer audit traité. 
En raison de problèmes de santé, Meléndez a démissionné de son poste avant la fin du mandat de quatre ans pour lequel il avait été élu. Il se rend aux États-Unis pour soigner sa maladie, et y meurt en 1919.